# De Club van Sinterklaas: Pieten Nieuws Live
De Club van Sinterklaas: Pieten Nieuws Live is een Nederlands sketchprogramma voor de jeugd dat in 2012 werd uitgezonden op televisiezender RTL 4. De presentatie ligt in handen van Testpiet en Hoge Hoogte Piet. In het programma ontvangen zij andere Pieten van De Club van Sinterklaas. Het seizoen bestond uit vijf afleveringen van elk zeven minuten in speelduur, die van 19 tot en met 23 november 2012 werden uitgezonden. In de week daarna werden deze tijdens RTL Telekids op RTL 8 herhaald. Het programma is een persiflage op televisieprogramma's Koffietijd! en Het Sinterklaasjournaal. Pieten Nieuws Live is een vervolgende reeks speciale afleveringen van De Club van Sinterklaas. De intromuziek is een twintig seconden durende instrumentale versie van de titelsong van de bijbehorende film De Club van Sinterklaas & Het Geheim van de Speelgoeddokter, hoewel Pieten Nieuws Live echter wel een zelfstandig programma is.

## Rolverdeling
| Acteur           | Personage        | Opmerkingen         |
| ---------------- | ---------------- | ------------------- |
| Beryl van Praag  | Testpiet         | Presentatie         |
| Tim de Zwart     | Hoge Hoogte Piet | Presentatie         |
| Piet van der Pas | Profpiet         |                     |
| Job Bovelander   | Talentpiet       | Roepnaam Coole Piet |
| Wim Schluter     | Muziekpiet       |                     |
| Michiel Nooter   | Kluspiet         |                     |
| Frans de Wit     | Keukenpiet       |                     |